# Говор тела (албум)
Говор тела је назив првог студијског албума Милице Павловић, који је објављен 28. јуна 2014. године за Гранд продукцију.